# Czarnówka (Wydminy)
Czarnówka est un village polonais de la voïvodie de Varmie-Mazurie, dans le powiat de Giżycko.